# Сватоборжице-Мистрин
Сватоборжице-Мистрин (чеш. Svatobořice-Mistřín) је насељено мјесто са административним статусом сеоске општине (чеш. obec) у округу Ходоњин, у Јужноморавском крају, Чешка Република.

## Становништво
Према подацима о броју становника из 2014. године насеље је имало 3.566 становника.